# Carphurus
Genre
Carphurus est un genre d'insectes coléoptères de la famille des Melyridae, de la sous-famille des Malachiinae et de la tribu des Carphurini.

## Espèces
- Carphurus dumogaensis
- Carphurus elegans
- Carphurus malaccanus
- Carphurus rubroannulatus
- Carphurus venustus